# Soupe au gruau
 (novembre 2019).
La soupe à la farine ou soupe au gruau est une très simple soupe de farine (le plus souvent de blé ou de seigle, avec l’adjonction de fine farine de maïs, pour le liant, mélangée à l'eau portée à ébullition. Dans le passé, les ménages pauvres en faisaient leur déjeuner. Selon leurs disponibilités, d'autres ingrédients y étaient ajoutés. Elle était surtout préparée en Suisse, dans l'est et le sud de l'Allemagne, ainsi qu’en Autriche.

## Description
La forme la plus simple de cette soupe consistait en farine cuite dans de l’eau, mélangée avec, si disponible, du lait bouilli et assaisonnée de sel, voire de sucre. Parfois, on y ajoutait des restes de pain sec, coupés en dés.
Cette soupe est restée le repas rapide traditionnel de Carnaval, particulièrement en Suisse pendant le fameux Carnaval de Bâle, où elle est connue sous le nom de « soupe à la farine bâloise », soit Basler Mählsuppe.
Pour en améliorer la saveur, on peut au préalable faire dorer la farine à la poêle, ou créer un roux de brun clair à brun très foncé en le mélangeant à de la graisse et cuit à l’eau. Des oignons, des épices, des herbes aromatiques, du lard, un os à moelle et du bouillon y seront ajoutés, selon la recette.
Elle est comparable à la soupe à la semoule et la panade.